# BBC Magdeburg

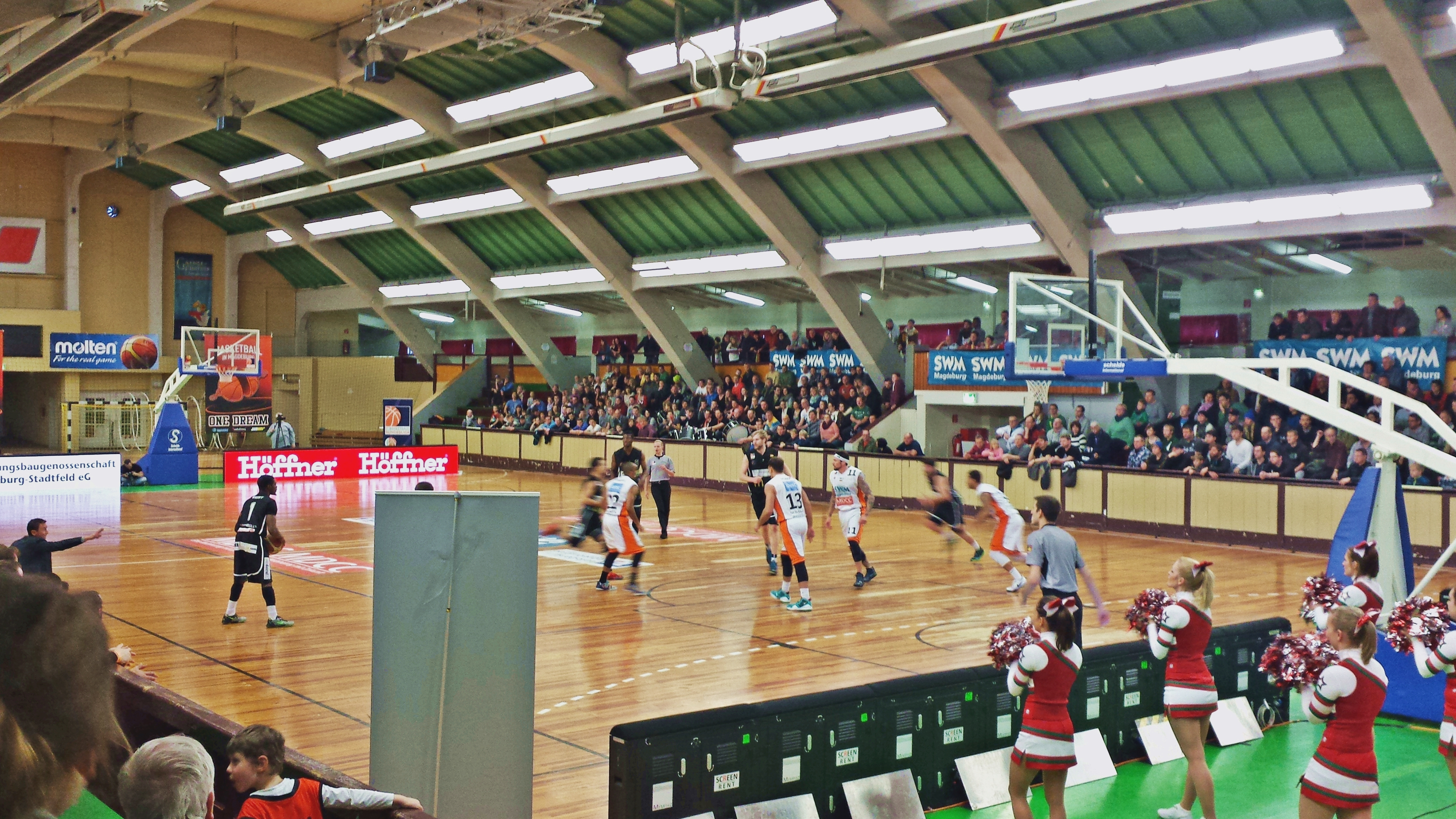
Die Otto Baskets beim Heimspiel gegen die SC Itzehoe Eagles

Der BBC Magdeburg (Basketballclub Magdeburg) war ein Basketball-Verein aus Magdeburg.

## Geschichte
An der Technischen Universität Magdeburg wurde in den 1980er Jahren Erstliga-Basketball gespielt. Die größten Erfolge waren in den Jahren 1988 und 1989 die DDR-Meisterschaft. Nach der deutschen Wiedervereinigung spielte die Mannschaft als USC Magdeburg in der 2. Basketball-Bundesliga 1991/92 in der Gruppe Nord, in der man jedoch nur einen Saisonsieg erreichte und sofort wieder abstieg. Bekannte Spieler von damals wie Erik Hebold und Achim Grossmann spielten später beim BBC Magdeburg bei den Alten Herren.
Der BBC Magdeburg wurde 2002 gegründet. Bis 2013 spielte der Verein mit der ersten Herrenmannschaft in der 1. Regionalliga Nord. Zusätzlich widmete sich der Verein der Nachwuchsarbeit und hatte mit der zweiten Mannschaft und den Alten Herren weitere Mannschaften im Ligaeinsatz. In dieser Zeit trat der Verein unter der Bezeichnung BG Magdeburg an.
Die Umstrukturierung zur Saison 2011/12 bewirkte, dass man sich vornehmlich auf die 1. Herrenmannschaft konzentrierte. Die Alten Herren spielten auch in der Saison 2012/13 weiterhin im Ligabetrieb und mit einer A-Jugend in Kooperation mit dem USC beteiligte man sich auch hier am Spielbetrieb. Daneben wurde in Kooperation mit der Imbisskette Subway eine „Subway Basketball Academy“ betrieben, welche langfristig für den Nachwuchserhalt in Magdeburg sorgen sollte.
Mit der Zweitplatzierung in der Saison 2012/13, der höchsten seit 2003, konnte aus sportlicher Sicht kein Aufstieg aus der 1. Regionalliga Nord erreicht werden. Jedoch setzte sich der Verein für einen Aufstieg in die 2. Basketball-Bundesliga ProB und gleichzeitig ProA ein. Dieser wurde durch den wirtschaftlich begründeten Lizenzentzug des Düsseldorfer Basketballvereins Düsseldorf Baskets und ein erfolgreiches Wildcardverfahren erreicht.
Ab der Saison 2013/14 in der ProA nannte sich die 1. Herrenmannschaft des BBC Magdeburg, als Teil der seit 2010 propagierten Aktion „Ottostadt Magdeburg“, „Otto Baskets“. Dadurch sollte die Verbundenheit des Vereins mit der Stadt gestärkt und dessen Bekanntheitsgrad weiter gesteigert werden. Sportlich konnte die von Trainer Dimitris Polychroniadis betreute Mannschaft jedoch 2013/14 nicht überzeugen und stieg als Letzter der Tabelle in die ProB ab. Am 24. Juni 2014 wurden erhebliche finanzielle Schwierigkeiten bekannt. Am selben Tag wurde ein Nachlizenzierungsverfahren eingeleitet, als Folge dieses Verfahrens wurde die schon erteilte ProB-Lizenz zunächst wieder entzogen. Im Rahmen des Nachlizenzierungsverfahren wurde festgestellt, dass gegen Lizenzauflagen verstoßen wurde und sich die wirtschaftliche Situation im Vergleich zum ursprünglichen Lizenzantrag wesentlich verändert hat. Allerdings wurde am 30. Juli dem Widerspruch des BBC Magdeburg gegen den Lizenzentzug stattgegeben, so dass die ProB-Lizenz für die Saison 2014/15 erneut erteilt wurde.
Im April 2015 wurde dem BBC Magdeburg nachträglich die Lizenz für Saison 2014/15 entzogen. Diese Entscheidung wurde von der Liga aufgrund von Zweifeln an der wirtschaftlichen Leistungsfähigkeit und der Liquidität während der laufenden Saison getroffen. Trotz Aufforderung der Liga legte die Mannschaft keine entsprechenden Nachweise vor. Aufgrund dieser Entscheidung stand der BBC Magdeburg gleichzeitig auch als sportlicher Absteiger aus der ProB fest. Zusätzlich wurde dem Team von der Liga die Lizenz für die Saison 2015/16 (ProB) aufgrund von fehlenden Nachweisen der wirtschaftlichen Leistungsfähigkeit sowie der angemessenen Nachwuchsförderung verweigert. Die Mannschaft spielte 2015/16 schließlich in der 1. Regionalliga Nord und stieg als Vorletzter ab. Der Verein verzichtete in der Saison 2016/17 auf sein Teilnahmerecht in der 2. Regionalliga Nord-Ost und stand damit als erster Absteiger fest.

## Mannschaft
ProB – Kader 
| Spieler | Spieler            | Spieler                   | Spieler            | Spieler | Spieler | Spieler                        |
| Nr.     | Nat.               | Name                      | Geburt             | Größe   | Info    | Letzter Verein                 |
| ------- | ------------------ | ------------------------- | ------------------ | ------- | ------- | ------------------------------ |
|         |                    | Guards (PG, SG)           |                    |         |         |                                |
| 4       | Deutschland        | Robert Wendt              | 5. April 1995      | 1,84 m  |         | Nachwuchs                      |
| 5       | Deutschland        | Jonathan Ghebreigziabiher | 26. März 1991      | 1,74 m  |         | SG Braunschweig                |
| 22      | /                  | Chris Frazier             | 20. Juli 1990      | 1,83 m  |         | University of Dubuque          |
| 50      | Deutschland        | Philipp Stachula          | 14. Oktober 1987   | 1,85 m  |         | Paderborn Baskets              |
|         |                    | Forwards (SF, PF)         |                    |         |         |                                |
| 1       | Deutschland        | Akis Fabian Orlando       | 31. August 1991    | 1,95 m  |         | DJK Südwest Köln               |
| 7       | Vereinigte Staaten | Eddie Dennorius Johnson   | 27. Mai 1991       | 1,96 m  |         | College of Charleston          |
| 13      | Deutschland        | Steven Monse              | 26. Januar 1990    | 1,98 m  | (C)     | BV Chemnitz 99                 |
| 15      | Deutschland        | Sebastian Rauch           | 16. September 1987 | 1,98 m  |         | BC Erfurt                      |
| 23      | Deutschland        | Joel Mondo                | 9. August 1988     | 1,86 m  |         | Hertener Löwen                 |
| 77      | Deutschland        | Matthias Vervuert         | 22. April 1987     | 1,94 m  |         | Nachwuchs                      |
|         |                    | Center (C)                |                    |         |         |                                |
| 11      | /                  | Joseph Buck               | 26. April 1981     | 2,02 m  |         | Crailsheim Merlins             |
| 43      | Vereinigte Staaten | Andre William Gillette    | 19. Juni 1990      | 2,05 m  |         | Fairleigh Dickinson University |

| Trainer      | Trainer                 | Trainer         |
| Nat.         | Name                    | Position        |
| ------------ | ----------------------- | --------------- |
| Griechenland | Dimitris Polychroniadis | Head Coach      |
| Polen        | Kamil Piechucki         | Assistant Coach |
| Deutschland  | Jan Tiedge              | Team-Manager    |

| Legende                  | Legende                 |
| Abk.                     | Bedeutung               |
| ------------------------ | ----------------------- |
| (C)                      | Mannschaftskapitän      |
|                          | Doppellizenz            |
|                          | Langfristige Verletzung |
| Quellen                  |                         |
| Teamhomepage             |                         |
| Ligahomepage             |                         |
| Stand: 23. November 2014 |                         |

| Legende                  | Legende                 |
| Abk.                     | Bedeutung               |
| ------------------------ | ----------------------- |
| (C)                      | Mannschaftskapitän      |
|                          | Doppellizenz            |
|                          | Langfristige Verletzung |
| Quellen                  |                         |
| Teamhomepage             |                         |
| Ligahomepage             |                         |
| Stand: 23. November 2014 |                         |

Zugänge 2014/15
- Chris Frazier (University of Dubuque)
- Philipp Stachula (Paderborn Baskets)
- Joseph Buck (Crailsheim Merlins)
- Akis Fabian Orlando (DJK Südwest Köln)
- Steven Monse (BV Chemnitz 99)
- Jonathan Ghebreiziabiher (SG Braunschweig)
- David Kecker (SG Braunschweig)
- Eddie Dennorius Johnson (College of Charleston)
- Christopher Tobias Thomas (Paderborn Baskets)
- Andre William Gillette (Fairleigh Dickinson University)
- Joel Mondo (Hertener Löwen ab 11/2014)
- Sebastian Rauch (BC Erfurt)

Abgänge 2014/15
- Jaremie Woods (Cuxhaven BasCats)
- Lars Mayer (Hertener Löwen)
- Edward Seward (Cuxhaven BasCats)
- Nico Drägert (Erdgas Ehingen/Urspringschule)
- Drew James Maynard (Vaerlose BBK)
- Morinia Lamar (Karriere beendet)
- Richard Fröhlich (VfL Stade)
- Joel Mondo (Hertener Löwen bis 10/2014)
- Triantafillos Tzakopoulos (Promitheas)
- Larry Wright (Ziel unbekannt)
- Leonard Washington (Los Leones de Quilpue)
- Kevin Schweiger (Ziel unbekannt)
- Martin Volf (Basket Globalcaja Quintanar)
- Christopher Tobias Thomas (ab 1/15 WSG 1981 Königs Wusterhausen)
- David Kecker (ab 1/15 Ziel unbekannt)

| Spieler | Spieler            | Spieler                   | Spieler           | Spieler | Spieler | Spieler                     |
| Nr.     | Nat.               | Name                      | Geburt            | Größe   | Info    | Letzter Verein              |
| ------- | ------------------ | ------------------------- | ----------------- | ------- | ------- | --------------------------- |
|         |                    | Guards (PG, SG)           |                   |         |         |                             |
| 2       | Vereinigte Staaten | Larry D. Wright           | 11. Juni 1987     | 1,88 m  |         | Skyliners Frankfurt         |
| 21      | /                  | Triantafillos Tzakopoulos | 12. Januar 1988   | 1,82 m  |         | Düsseldorf Baskets          |
| 23      | Vereinigte Staaten | Morinia Lamar             | 16. März 1981     | 1,83 m  | (C)     | Herzöge Wolfenbüttel        |
|         |                    | Forwards (SF, PF)         |                   |         |         |                             |
| 4       | Deutschland        | Kevin Schweiger           | 23. April 1987    | 1,93 m  |         | Randers Cimbria             |
| 6       | Vereinigte Staaten | Leonard Washington        | 25. Juli 1988     | 2,01 m  |         | Al Sahel                    |
| 10      | Deutschland        | Joel Mondo                | 9. August 1988    | 1,86 m  |         | UBC Hannover                |
| 13      | Deutschland        | Lars Meyer                | 3. Juli 1989      | 1,90 m  |         | BG 2000                     |
| 17      | /                  | Jaremie Woods             | 17. Februar 1991  | 1,95 m  |         | Nachwuchs                   |
|         |                    | Center (C)                |                   |         |         |                             |
| 5       | Vereinigte Staaten | Drew James Maynard        | 18. Juni 1989     | 2,00 m  |         | Rochester College (NCAA)    |
| 11      | Deutschland        | Nico Drägert              | 24. Dezember 1990 | 2,09 m  |         | SSV Lokomotive Bernau       |
| 32      | Vereinigte Staaten | Edward Seward             | 20. Oktober 1990  | 2,05 m  |         | BG Hagen                    |
| 51      | /                  | Martin Volf               | 19. Dezember 1980 | 2,02 m  |         | BBC Cerignola               |
| 99      | Deutschland        | Richard Fröhlich          | 5. Juni 1986      | 2,06 m  |         | BG Leitershofen/Stadtbergen |

| Trainer            | Trainer                 | Trainer         |
| Nat.               | Name                    | Position        |
| ------------------ | ----------------------- | --------------- |
| Griechenland       | Dimitris Polychroniadis | Head Coach      |
| Vereinigte Staaten | Michael Irvin Canty     | Assistant Coach |

| Legende               | Legende            |
| Abk.                  | Bedeutung          |
| --------------------- | ------------------ |
| (C)                   | Mannschaftskapitän |
|                       | Doppellizenz       |
| Quellen               |                    |
| Teamhomepage          |                    |
| Ligahomepage          |                    |
| Stand: 4. Januar 2014 |                    |

| Legende               | Legende            |
| Abk.                  | Bedeutung          |
| --------------------- | ------------------ |
| (C)                   | Mannschaftskapitän |
|                       | Doppellizenz       |
| Quellen               |                    |
| Teamhomepage          |                    |
| Ligahomepage          |                    |
| Stand: 4. Januar 2014 |                    |

Zugänge 2013/14
- Richard Fröhlich (BG Leitershofen/Stadtbergen)
- Triantafillos Tzakopoulos (Düsseldorf Baskets)
- Ole Colin Alsen (MTV Ingolstadt)
- Morinia Lamar (Herzöge Wolfenbüttel)
- Edward Seward (BG Hagen)
- Drew Maynard (Rochester College (NCAA))
- Larry D. Wright (Skyliners Frankfurt)
- Kevin Schweiger (Randers Cimbria)
- Leonard Washington (Al Sahel)
- Joel Mondo (UBC Hannover)

Abgänge 2013/14
- Frederik Kramp (SG Braunschweig)
- Yannick Anzuluni (Pyrinto Tampere II)
- Micheal Creppy (Ilysiakos Athens)
- Dominic Zydorek (Ziel unbekannt)
- Benny Anthony (Adelaide 36ers)
- Kevin Wysocki (BG Leitershofen/Stadtbergen)
- Dorian McDaniel (Citybasket Recklinghausen)
- Marvin Boadu (Oettinger Rockets Gotha)

## Platzierungen
| Saison  | Liga                     | Platz   | Sieg-Niederlagen | Punkte  | Playoffs     |
| ------- | ------------------------ | ------- | ---------------- | ------- | ------------ |
| 2003/04 | Regionalliga Nord        | 07/12   | 20-24            | 64 *    |              |
| 2004/05 | Regionalliga Nord        | 09/13   | 20-28            | 68 *    |              |
| 2005/06 | Regionalliga Nord        | 03/11   | 24-16            | 64 *    |              |
| 2006/07 | Regionalliga Nord        | 08/13   | 24-24            | 72 *    |              |
| 2007/08 | Regionalliga Nord        | 05/12   | 24-20            | 64 *    |              |
| 2008/09 | Regionalliga Nord        | 06/12   | 22-22            | 66 *    |              |
| 2009/10 | Regionalliga Nord        | 05/11   | 10-10            | 30 ²    |              |
| 2010/11 | Regionalliga Nord        | 09/12   | 8-14             | 30 ²    |              |
| 2011/12 | Regionalliga Nord        | 04/12   | 13-9             | 26 ³    |              |
| 2012/13 | Regionalliga Nord        | 02/12   | 19-3             | 38 ³    |              |
| 2013/14 | ProA                     | 016/16  | 8-22             | 14 ³ ** |              |
| 2014/15 | ProB Nord                | 07/13   | 12-12            | 24 ³    | Achtelfinale |
| 2015/16 | 1. Regionalliga Nord     | 013/14  | 5-21             | 10 ³    |              |
| 2016/17 | 2. Regionalliga Nord-Ost | 014/14† | 0-0              | 0       |              |

(* Der DBB verteilte bis 2009 die Punkte wie folgt: Sieg=3 Punkte; Niederlage=1 Punkt)

(² Von 2009 bis 2011 verteilte der DBB die Punkte wie folgt: Sieg=2 Punkte; Niederlage=1 Punkt)

(³ Seit 2011 verteilt der DBB die Punkte wie folgt: Sieg=2 Punkte; Niederlage=0 Punkte)

(† Verzicht auf Teilnahmerecht vor Saisonbeginn)

(** Den Otto Baskets wurden durch verspätete Nachzahlungen von Ligagebühren 2 Wertungspunkte abgezogen)

## Erfolge
- 1988, 1989 DDR-Meister
- Saison 2012/2013–Gewinn des BVSA Landespokales
- 2013 Aufstieg per Wildcard in die 2. Basketball-Bundesliga ProA

## Nachwuchsförderung
Eine Nachwuchsförderung in Magdeburg bestand seit der Gründung der „BBC Rookie Academy“ im Jahr 2004 (ab 2011/2012 „Subway Basketball Academy“).
Diese Vereinigung wurde unter Leitung des USC Magdeburg, Abteilung Basketball, und in Kooperation mit dem BBC Magdeburg gegründet. Ziel war es, ein verstärktes Bewusstsein für Basketball in Magdeburg und Umgebung zu erzeugen und langfristig die Region Magdeburger Börde mit guten Nachwuchsspielern zu versorgen. Konzeptionell wurde eine zweigeteilte Strategie vorfolgt, welche auf einen Nachwuchsgewinn über alle ortsansässigen Schulen durch AGs und zeitlich unregelmäßige Veranstaltungen abzielte und eine Förderung durch die Academy selbst ausgeführt wurde. Hierbei wurde mit festen Trainingszeiten in der Woche in verschiedenen schulischen Sporthallen trainiert und Mannschaften im Bereich U14, U16 und U18 gebildet.
Alljährlich wurden im Zeitraum der Winter- und Osterferien Basketballcamps in Zusammenarbeit mit dem BBC Magdeburg durchgeführt. Bei diesen Veranstaltungen begleiteten Spieler der 1. Herrenmannschaft den Nachwuchs im Training.

## Heimspielstätte und Cheerleading
Die Spielstätte des Vereins war die Hermann-Gieseler-Halle. Sie bietet heute etwa 2000 Besuchern Platz. Waren in den Gründungsjahren des Vereins die Besucherzahlen in der Halle selten höher als 150 Besucher, konnten in den letzten Jahren regelmäßig 500 Besucher bei Heimspielen der Baskets gezählt werden. Am 22. November 2014 konnte durch eine Sponsorenaktion eine Zuschauerzahl von 1098 Besuchern erreicht werden.
Unterstützt wurden die Otto Baskets durch den Magdeburger Cheerleader-Verein „Guardian Angels Magdeburg“, welche mit dem BBC Magdeburg seit 2010 kooperierten. Daneben war ab der Saison 2012/2013 die Breakdance-Crew „Flowjob“ fester Bestandteil der Pausenüberbrückung.